# Schwägerschaft
Schwägerschaft oder Affinität (von lateinisch affīnitās (adfīnitās) „Schwägerschaft“) bezeichnet eine durch Heirat oder Verpartnerung vermittelte indirekte Verwandtschaftsbeziehung zwischen nicht biologisch oder rechtlich miteinander verwandten Personen. Die mit einer Person Verschwägerten heißen Schwager oder Schwägerin (Plural: Schwäger, Schwägerinnen) und werden allgemein auch angeheiratete Verwandte genannt. Was Schwägerschaft im Einzelnen bedeutet und beinhaltet, wird im rechtlichen und im allgemeinen Sprachgebrauch unterschiedlich definiert.

## Näheres
Im Sprachgebrauch wird Schwägerschaft fließend definiert. Enger als gesetzlich werden nur die Geschwister des Ehe- oder Lebenspartners und symmetrisch die Ehe- oder Lebenspartner der Geschwister (nicht aber die übrigen angeheirateten Verwandten, etwa Schwiegermutter, Schwiegersohn und auch angeheiratete Cousins und Cousinen) als Schwager oder Schwägerin bezeichnet. Aufschlussreich sind insoweit die korrespondierenden englischen Bezeichnungen brother-in-law und sister-in-law. Des Weiteren werden auch entfernte Verschwägerte häufig Schwager oder Schwägerin genannt, etwa die Geschwister eines (in gerader Linie verschwägerten) Schwagers oder einer Schwägerin.
Weiter geht der Sprachgebrauch immer noch von der Begründung der Schwägerschaft durch eine Eheschließung aus. Vor der Einführung der gleichgeschlechtlichen Ehe konnte eine Schwägerschaft genauso durch eine Lebenspartnerschaft (Rechtsgrundlage der Trauung gleichgeschlechtlicher Paare in Deutschland zwischen 2001 und 2017) begründet werden. Die geschlossenen Lebenspartnerschaften und daraus entstandenen Schwägerschaften sind selbstverständlich weiterhin gültig. 
In Deutschland, Österreich und der Schweiz versteht das Gesetz unter Verwandtschaft grundsätzlich nur die auf Abstammung beruhende Blutsverwandtschaft, die durch Geburt vermittelt wird, so dass Schwäger und Schwägerinnen rechtlich gesehen nicht miteinander verwandt sind; sie sind eben rechtlich gesehen „verschwägert“. Die Schwägerschaft wird also begründet durch Heirat. Dadurch werden die Verwandten des einen Ehegatten mit den Verwandten des anderen Ehegatten durch das Band gegenseitiger Schwägerschaft verbunden; zwei Familienverbände werden so miteinander verknüpft, und zwar nicht etwa bloß für die Dauer der sie verbindenden Ehe, sondern für immer. Das ist seit alters so und rechtfertigt sich auch heute durch die Tatsache, dass die Kinder der (mittlerweile aufgelösten) Ehe mit der Vaterfamilie und der Mutterfamilie blutsverwandt oder eben rechtlich verwandt sind und das auch bleiben und demzufolge auch dementsprechend jeweils voll erbberechtigt sind. Die Schwägerschaft ist also nicht aufhebbar durch Scheidung, höchstens durch Tod beendbar. Das Schwägerschaftsverhältnis besteht damit lebenslang – es sei denn, eine Ehe wird für nichtig erklärt; aber dann ist die Schwägerschaft auch von Anfang an mangels gültiger Ehe gar nicht erst zustande gekommen. Den „Ex-Schwager“ oder die „Ex-Schwiegermutter“ gibt es demzufolge nicht. Durch eine erneute Eheverbindung wird auch ein neues zusätzliches Schwägerschaftsverhältnis mit den Verwandten des neuen Ehegatten begründet: Die neue Schwiegermutter (Mutter der neuen Ehefrau) ersetzt die erste (Mutter der ersten Ehefrau) nicht, sie tritt hinzu. Angesichts der heute häufigen Scheidungen kann man aus Sicht des Ehegatten also viele Schwiegereltern und unzählige Schwager „akkumulieren“. Für die Kinder sieht das etwas anders aus: Für die Kinder der ersten Ehe bedeutet Scheidung ihrer Eltern und Neuvermählung derselben mit anderen Ehegatten: Mit den Eltern, Vollgeschwistern, Vaterfamilie und Mutterfamilie sind sie verwandt und erbberechtigt, mit dem Stiefelternteil sowie mit dessen Verwandtschaft verschwägert und nicht erbberechtigt. Zu ihren Halbgeschwistern sind sie über den gemeinsamen Elternteil verwandt und gegenseitig erbberechtigt und über die neuen Ehegatten ihrer Eltern verschwägert, wobei die Schwägerschaft als das geringere (lex minor) Verhältnis (weil es keine Erbberechtigung mitumfasst) hinter der Verwandtschaft (lex maior) verblasst. Die gilt über Kreuz, unabhängig von der Lebens- oder Hausgemeinschaft.
Erfasst werden demzufolge nur in gerader Linie verschwägerte Personen, nicht dagegen entfernt Verschwägerte (Schwippschwäger). Ein Schwägerschaftsverhältnis im Rechtssinn besteht also weder zu den Schwägern des Ehe- oder Lebenspartners noch zu den Geschwistern und sonstigen Verwandten eines in gerader Linie Verschwägerten.
Im Rechtssinn sind ferner auch Stiefkinder mit ihren Stiefeltern nicht verwandt, sondern verschwägert.

## Geschichtlich
Sowohl im Römischen Recht (Corpus iuris civilis) als auch in biblisch-alttestamentlichen Rechtsvorstellungen, die über das mittelalterliche Kirchenrecht bis weit in die Neuzeit hinein in vielen Teilen Europas oder des europäisch geprägten Kulturraums als geltendes Recht fungierten, wurde zwischen Verwandtschaft und Schwägerschaft nicht unterschieden: Mit der Eheschließung zweier Menschen wurde ein der Blutsverwandtschaft analoges Verhältnis zwischen den beiden Familien begründet, weswegen i. d. R. Schwagerehen oder Geschwisterehen (womit sowohl die Heirat zweier Geschwisterpaare als auch die Heirat eines Geschwisters durch denselben Partner etwa nach dem Tod des ersten Ehepartners gemeint sein kann) verboten oder nur in besonderen Ausnahmefällen mit ausdrücklicher Dispens möglich waren. (Außereheliche) sexuelle Beziehungen zwischen Schwiegern, Schwägern, aber auch beispielsweise zwischen Stiefeltern und Stiefkindern wurden rechtlich wie Inzest behandelt. Zwar hob das Allgemeine Preußische Landrecht von 1794 die meisten Eheverbote bzgl. der Schwägerschaft auf, ließ jedoch das Verbot der Ehe zwischen Schwiegereltern und ihren Schwiegerkindern (etwa nach dem Tod des ursprünglichen, das Schwiegerverhältnis begründenden Ehepartners) fortbestehen.

## Beispiele
Das erste Beispiel ist eine Konstellation, in welcher sowohl die Rechtswissenschaft als auch die Allgemeinheit von einer Schwägerschaft ausgeht. Anton und Bernd sind Brüder. Anton heiratet Claudia, und Bernd ist mit Dora verheiratet. Doras Schwager ist dann Anton; Claudias Schwager ist Bernd. Folglich sind Anton und Dora sowie Bernd und Claudia verschwägert, woraus mittelbar folgt, dass (auch im Rechtssinne) Dora als Schwägerin von Anton bezeichnet wird und Claudia Schwägerin von Bernd ist. Nur Claudia und Dora sind nicht miteinander verschwägert, sie sind vielmehr Schwippschwägerinnen.
Das deutsche Recht erweitert die Schwägerschaft auf alle Verwandten des Partners. Ausgehend von diesem Beispiel heißt das, dass Schwäger und Schwägerinnen von Anton beispielsweise auch die Enkelinnen, Söhne, Eltern und sonstigen Ahnen von Dora sind. Wer per Gesetz zur Verwandtschaft zählt, ergibt sich dabei aus § 1589 BGB.
Das zweite Beispiel verdeutlicht darüber hinaus, wer bei gegebener Lebenspartnerschaft (dazu
§ 1 LPartG) zu den Schwägern zählt, denn es ist – je nach Definition –
1. ein Schwager
  - der Ehemann der eigenen Schwester,
  - der Lebenspartner des eigenen Bruders oder
  - der Bruder des eigenen Ehepartners oder Lebenspartners
2. eine Schwägerin
  - die Ehefrau des eigenen Bruders,
  - die Lebenspartnerin der eigenen Schwester oder
  - die Schwester des eigenen Ehepartners oder Lebenspartners

Daraus folgt:

### Für Fälle einer Ehe

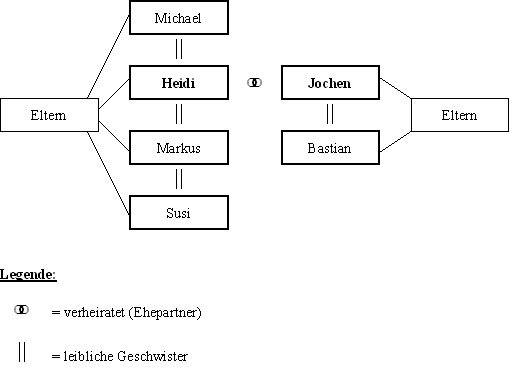
Darstellung der Schwägerschaft bei Ehe

Heidi hat zwei Brüder, nämlich Michael und Markus, sowie eine Schwester Susi. Heidi heiratet nun Jochen, der einen Bruder namens Bastian hat.
Also gilt
1. Schwager
  - Erster Unterfall: Der Schwager von Susi, Markus und Michael heißt Jochen.
  - Zweiter Unterfall: Heidis Schwager heißt Bastian; die beiden Schwäger von Jochen heißen Michael und Markus.
2. Schwägerin
  - Erster Unterfall: Bastians Schwägerin heißt Heidi.
  - Zweiter Unterfall: Jochens Schwägerin heißt Susi.

Bastian und Michael sind nicht miteinander verschwägert, sie sind „nur“ Schwippschwager. Das gilt ebenso für Bastian und Markus sowie für Bastian und Susi.

### Für Fälle einer Lebenspartnerschaft

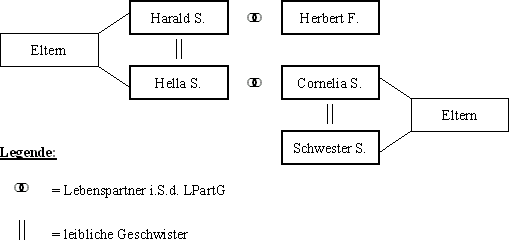
Darstellung der Schwägerschaft bei eingetragenen Lebenspartnern

Nichts anderes gilt bei eingetragenen Lebenspartnerschaften. In diesem Beispiel geht Hella S. eine rechtsgültige Lebenspartnerschaft mit Cornelia S. ein. Cornelia hat eine Schwester S., Hella einen Bruder Harald S., welcher seinerseits mit Herbert F. in Lebenspartnerschaft lebt.
Dann gilt
1. Schwager
  - Erster Unterfall: Hellas Schwager heißt Herbert.
  - Zweiter Unterfall: Cornelias Schwager heißt Harald.
2. Schwägerin
  - Erster Unterfall: Die Schwägerin von Schwester S. heißt Hella, Haralds Schwägerin hingegen Cornelia S.
  - Zweiter Unterfall: Hellas Schwägerin heißt Schwester S., Herberts Schwägerin Hella.

## Bezeichnungen und Grade
Die geläufigsten Bezeichnungen für bestimmte verschwägerte Personen sind:
- Schwiegereltern: Schwiegervater, Schwiegermutter (die Eltern des Ehepartners oder eingetragenen Lebenspartners), früher Schwäher für den Schwiegervater und Schwäherin oder auch Schwieger (!) für die Schwiegermutter.
- Schwiegerkinder: Schwiegertochter (früher Schnur, Söhnerin[2], Söhnere (Schwäbisch)[3]), Schwiegersohn (früher Eidam, Tochtermann[4]), Ehe- oder eingetragener Lebenspartner des eigenen Kindes
  - Daraus ergibt sich auch der seltener verwendete Begriff der Schwiegerenkel (Schwiegerenkeltochter/Schwiegerenkelsohn), dem Ehe- oder Lebenspartner des eigenen Enkelkindes.
- Schwager/Schwägerin: siehe oben
- Stiefeltern: Stiefmutter, Stiefvater
- Stiefkinder: Stieftochter, Stiefsohn
- Gegenschwieger(eltern): die Schwiegereltern des eigenen Kindes oder die Eltern des Schwiegerkindes
- Schwippschwager/Schwippschwägerin: Wie oben (Geschwister und Ehepartner von Schwägern); im weiteren Sinne aber auch für Geschwister, Onkel und Tanten des Schwiegerkinds oder Onkel und Tanten des Ehepartners. Gelegentlich auch für die Gegenschwiegereltern.
- Kinder der Schwäger werden als Neffe und Nichte bezeichnet.
- Schwiegeronkel/Schwiegertanten sind Onkel und Tanten des Ehemanns/der Ehefrau.

Linie und der Grad der Schwägerschaft richten sich nach Linie und Grad der Verwandtschaft (§ 1590 Abs. 1 Satz 2 BGB). Eine gerade Linie liegt bei Abstammung einer Person von einer anderen vor (§ 1589 Satz 1 BGB), die Seitenlinie, wenn zwei Personen nur von einer gemeinsamen dritten Person abstammen (§ 1589 Satz 2 BGB).
Fasst man das mit der Regel des § 1589 Satz 3 BGB zusammen, so ergibt sich, dass der Grad der Schwägerschaft durch die Zahl der sie vermittelnden Geburten bestimmt wird. Vater und Sohn sind in erstem Grade und in gerader Linie verwandt. Wenn die Ehefrau des Vaters nicht die Mutter des Sohnes ist, und diesen auch nicht adoptiert hat, dann ist der Sohn mit der Ehefrau im ersten Grade und in gerader Linie mit der Ehefrau verschwägert.
Die folgende Grafik zeigt die Schwägerschaft anhand der Familie der in Schwarz dargestellten Ehefrau:

## Rechtslage und Rechtsfolgen
Legaldefinitionen der Schwägerschaft und darauf aufbauende Rechtsregeln finden sich in verschiedenen nationalen Gesetzen:

### Deutschland
- § 1590 BGB
- § 11 LPartG

Hervorzuheben ist dabei, dass gemäß § 1590 Abs. 2 BGB oder § 11 Abs. 2 LPartG die einmal begründete Schwägerschaft nicht dadurch endet, dass die begründende Ehe oder Lebenspartnerschaft aufgelöst oder geschieden wird.
Die mit einem Angeklagten oder einer Prozesspartei entweder in gerader Linie oder aber in der Seitenlinie bis zum 2. Grad Verschwägerten sind gemäß § 52 Abs. 1 Nr. 3 StPO und § 383 Abs. 1 Nr. 3 ZPO zur Verweigerung des Zeugnisses befugt. Aus der Schwägerschaft entstehen also gewisse Rechte; man kann bezüglich eines Schwagers vor Gericht nicht nur das Zeugnis verweigern, sondern beispielsweise auch „voreingenommene Person“ im Sinne des § 6 Abs. 4 Vergabeverordnung (VgV) sein.

### Schweiz
Art. 21 ZGB
1) Wer mit einer Person verwandt ist, ist mit deren Ehegatten[, deren eingetragener Partnerin oder deren eingetragenem Partner] in der gleichen Linie und im gleichen Grad verschwägert.
2) Die Schwägerschaft wird durch die Auflösung der Ehe [oder der eingetragenen Partnerschaft], die sie begründet hat, nicht aufgehoben.
(In [] = Fassung nach dem PartG, welches am 1. Januar 2007 in Kraft trat; seit 1. Juli 2022 können infolge der Einführung der gleichgeschlechtlichen Ehe keine eingetragenen Partnerschaften mehr begründet werden, die vorher begründeten Partnerschaften und Schwägerschaften bestehen fort.)

### Österreich
§ 40 ABGB legt fest:
Diese Regelung gilt für die Verwandten eingetragener Partner entsprechend (§ 43 Absatz 3 EPG).

## Schwägerschaft in der Ethnologie und Soziologie
In der Ethnologie wird Verschwägerung anhand der zahlreichen, oft komplizierten Exogamie-Regelungen von Clans untersucht.
Soziologisch gesehen war „Verschwägerung“ in der Oberschicht (besonders im Adel) ein bedeutender Mechanismus zu einem wirtschaftlichen/politischen Bündnis zweier Sippen. Bei einer weit verzweigten Verwandtschaft und Schwägerschaft konnten gerade auch die Zeugnisverweigerungsrechte (siehe oben) von besonderer Relevanz sein.